# Ratpenat llenguallarg austral
El ratpenat llenguallarg austral (Syconycteris australis) és una espècie de ratpenat de la família dels pteropòdids. Viu a Papua Nova Guinea, Austràlia i Indonèsia. El seu hàbitat natural són els boscos de diferents tipus. Es creu que no hi ha amenaces significatives per a la supervivència d'aquesta espècie, tot i que està afectada per la pèrdua d'hàbitat a part de Queensland (Austràlia).